# Cheiloneurus oahuensis
Cheiloneurus oahuensis är en stekelart som först beskrevs av Timberlake 1922.  Cheiloneurus oahuensis ingår i släktet Cheiloneurus och familjen sköldlussteklar. Inga underarter finns listade i Catalogue of Life.